# Vincenzo Silvano Casulli
Vincenzo Silvano Casulli, appelé habituellement Silvano Casulli, est un astronome amateur italien, né à Putignano, le 25 août 1944, et  mort à Fonte Nuova le 24 juillet 2018.
Il fut responsable de l'observatoire de Colleverde puis de l'observatoire astronomique de Vallemare di Borbona.
D'après le Centre des planètes mineures, il a découvert 200 astéroïdes entre 1993 et 2011.

## Biographie
L'astéroïde (7132) Casulli a été nommé en son honneur.

## Astéroïdes découverts
| (6339) Giliberti        | 20 septembre 1993 |
| (6530) Adry             | 12 avril 1994     |
| (6877) Giada            | 10 octobre 1994   |
| (6929) Misto            | 31 octobre 1994   |
| (7600) Vacchi           | 9 septembre 1994  |
| (7665) Putignano        | 11 octobre 1994   |
| (7961) Ercolepoli       | 10 octobre 1994   |
| (8569) Mameli           | 1er octobre 1996  |
| (8716) Ginestra         | 23 septembre 1995 |
| (8742) Bonazzoli        | 14 février 1998   |
| (9121) Stefanovalentini | 24 février 1998   |
| (10386) Romulus         | 12 octobre 1996   |
| (11142) Facchini        | 7 janvier 1997    |
| (11328) Mariotozzi      | 19 octobre 1995   |
| (11578) Cimabue         | 4 mars 1994       |
| (12384) Luigimartella   | 10 octobre 1994   |
| (13197) Pontecorvo      | 17 février 1997   |
| (13653) Priscus         | 9 février 1997    |
| (13684) Borbona         | 27 août 1997      |
| (14088) Ancus           | 3 mai 1997        |
| (14498) Bernini         | 28 février 1995   |
| (15007) Edoardopozio    | 5 juillet 1998    |
| (15353) Meucci          | 22 novembre 1994  |
| (15854) Numa            | 15 février 1996   |
| (15869) Tullius         | 8 août 1996       |
| (16770) Angkor Wat      | 30 octobre 1996   |
| (17556) Pierofrancesca  | 16 novembre 1993  |
| (17649) Brunorossi      | 17 octobre 1996   |
| (18169) Amaldi          | 20 août 2000      |
| (18509) Bellini         | 14 septembre 1996 |
| (18596) Superbus        | 21 janvier 1998   |
| (21219) Mascagni        | 28 novembre 1994  |
| (21311) Servius         | 4 décembre 1996   |
| (23564) Ungaretti       | 6 novembre 1994   |
| (24826) Pascoli         | 22 août 1995      |
| (24946) Foscolo         | 1er juillet 1997  |
| (25312) Asiapossenti    | 22 décembre 1998  |
| (29347) Natta           | 5 mars 1995       |
| (29361) Botticelli      | 9 février 1996    |
| (29428) Ettoremajorana  | 31 mars 1997      |
| (29449) Taharbenjelloun | 29 août 1997      |
| (29470) Higgs           | 26 octobre 1997   |
| (31319) Vespucci        | 20 avril 1998     |
| (31429) Diegoazzaro     | 21 janvier 1999   |
| (32891) Amatrice        | 9 février 1994    |
| (32911) Cervara         | 4 novembre 1994   |
| (32945) Lecce           | 24 novembre 1995  |
| (32987) Uyuni           | 4 décembre 1996   |
| (33002) Everest         | 17 février 1997   |
| (35295) Omo             | 1er novembre 1996 |
| (37627) Lucaparmitano   | 11 octobre 1993   |
| (37640) Luiginegrelli   | 20 novembre 1993  |
| (37683) Gustaveeiffel   | 19 mai 1995       |
| (37735) Riccardomuti    | 1er novembre 1996 |
| (40134) Marsili         | 27 août 1998      |
| (42585) Phidippidès     | 30 mars 1997      |
| (43935) Danshechtman    | 1er octobre 1996  |
| (44355) 1998 ST2        | 18 septembre 1998 |
| (48720) Enricomentana   | 29 septembre 1996 |
| (50866) Davidesprizzi   | 1er avril 2000    |
| (51915) Andry           | 20 août 2001      |
| (52558) Pigafetta       | 27 mars 1997      |
| (56038) Jackmapanje     | 7 décembre 1998   |
| (58417) Belzoni         | 25 janvier 1996   |
| (58495) Hajin           | 19 octobre 1996   |
| (58498) Octaviopaz      | 2 novembre 1996   |
| (65785) Carlafracci     | 26 octobre 1995   |
| (65821) De Curtis       | 30 octobre 1996   |
| (69460) Christibarnard  | 17 octobre 1996   |
| (69500) Ginobartali     | 6 février 1997    |
| (73872) Stefanoragazzi  | 7 janvier 1997    |
| (73891) Pietromennea    | 10 mars 1997      |
| (75225) Corradoaugias   | 27 novembre 1999  |
| (83657) Albertosordi    | 12 octobre 2001   |
| (85267) Taj Mahal       | 12 janvier 1994   |
| (90806) Rudaki          | 4 janvier 1995    |
| (100292) Harmandir      | 28 février 1995   |
| (100445) Pise           | 2 septembre 1996  |
| (100456) Chichén Itzá   | 2 octobre 1996    |
| (100731) Ara Pacis      | 18 février 1998   |
| (117093) Umbria         | 12 juillet 2004   |
| (129555) Armazones      | 30 octobre 1996   |
| (134369) Sahara         | 17 août 1995      |
| (145962) Lacchini       | 29 décembre 1999  |
| (152227) Argoli         | 24 septembre 2005 |
| (160105) Gobi           | 26 septembre 2000 |
| (168261) Puglia         | 15 août 2006      |
| (173094) Wielicki       | 14 octobre 2007   |
| (181241) Dipasquale     | 28 octobre 2005   |

| (184620) Pippobattaglia   | 10 septembre 2005 |
| (185039) Alessiapossenti  | 30 août 2006      |
| (185321) Kammerlander     | 10 novembre 2006  |
| (185325) Anupabhagwat     | 14 novembre 2006  |
| (185448) Nomentum         | 25 décembre 2006  |
| (190139) Hansküng         | 14 septembre 2005 |
| (199631) Giuseppesprizzi  | 2 avril 2006      |
| (199677) Terzani          | 20 avril 2006     |
| (199900) Brunoganz        | 8 avril 2007      |
| (204816) Andreacamilleri  | 16 juillet 2007   |
| (204896) Giorgiobocca     | 16 octobre 2007   |
| (207563) Toscana          | 1er août 2001     |
| (210032) Enricocastellani | 16 juillet 2006   |
| (210107) Pistoletto       | 30 août 2006      |
| (210182) Mazzini          | 26 octobre 2006   |
| (210290) Borsellino       | 13 octobre 2007   |
| (210345) Barbon           | 16 octobre 2007   |
| (212373) Pietrocascella   | 22 avril 2006     |
| (212500) Robertojoppolo   | 4 septembre 2006  |
| (214772) UNICEF           | 23 octobre 2006   |
| (214819) Gianotti         | 10 novembre 2006  |
| (214820) Faustocoppi      | 14 novembre 2006  |
| (214928) Carrara          | 5 novembre 2007   |
| (216241) Renzopiano       | 14 novembre 2006  |
| (216757) Vasari           | 13 septembre 2005 |
| (218636) Calabria         | 24 septembre 2005 |
| (218866) Alexantioch      | 15 décembre 2006  |
| (224693) Morganfreeman    | 21 janvier 2006   |
| (225076) Vallemare        | 8 mai 2007        |
| (227152) Zupi             | 5 août 2005       |
| (229781) Arthurmcdonald   | 3 août 2002       |
| (231265) Saulperlmutter   | 5 janvier 2005    |
| (233292) Brianschmidt     | 19 janvier 2006   |
| (236305) Adamriess        | 19 janvier 2006   |
| (236746) Chareslindos     | 8 juin 2007       |
| (239105) Marcocattaneo    | 28 avril 2006     |
| (243591) Ignacostantino   | 15 septembre 1998 |
| (246821) Satyarthi        | 27 août 2009      |
| (248321) Cester           | 14 août 2005      |
| (248388) Namtso           | 26 septembre 2005 |
| (248908) Ginostrada       | 15 novembre 2006  |
| (248970) Giannimorandi    | 19 janvier 2007   |
| (249044) Barrymarshall    | 15 octobre 2007   |
| (254863) Robinwarren      | 24 septembre 2005 |
| (255587) Gardenia         | 21 juillet 2006   |
| (255598) Paullauterbur    | 13 août 2006      |
| (262972) Petermansfield   | 9 mars 2007       |
| (265924) Franceclemente   | 21 janvier 2006   |
| (267017) Yangzhifa        | 16 octobre 1995   |
| (268686) Elenaaprile      | 2 avril 2006      |
| (273412) Eduardomissoni   | 18 novembre 2006  |
| (273994) Cinqueterre      | 11 juillet 2007   |
| (274246) Reggiacaserta    | 31 juillet 2008   |
| (274264) Piccolomini      | 5 août 2008       |
| (274472) Piet             | 28 septembre 2008 |
| (278447) Saviano          | 2 octobre 2007    |
| (278735) Kamioka          | 27 septembre 2008 |
| (282903) Masada           | 20 avril 2007     |
| (288615) Tempesti         | 11 juillet 2004   |
| (292872) Anoushankar      | 12 novembre 2006  |
| (293131) Meteora          | 15 décembre 2006  |
| (293477) Teotihuacan      | 16 mars 2007      |
| (294296) Efeso            | 3 novembre 2007   |
| (295471) Herbertnitsch    | 27 août 2008      |
| (299777) Tanyastreeter    | 21 septembre 2006 |
| (299785) Alexeymolchanov  | 22 septembre 2006 |
| (300124) Alessiazecchini  | 14 novembre 2006  |
| (327943) Xavierbarcons    | 9 mars 2007       |
| (327982) Balducci         | 9 mars 2007       |
| (330712) Rhodescolossus   | 3 août 2008       |
| (331316) Cavedon          | 20 avril 2006     |
| (332632) Pharos           | 22 octobre 2008   |
| (345868) Halicarnassus    | 19 août 2007      |
| (346810) Giancabattisti   | 13 février 2009   |
| (349237) Quaglietti       | 13 octobre 2007   |
| (349499) Dechirico        | 29 juillet 2008   |
| (349862) Modigliani       | 21 février 2009   |
| (351976) Borromini        | 23 octobre 2006   |
| (352017) Juvarra          | 12 novembre 2006  |
| (367392) Zeri             | 31 juillet 2008   |
| (374338) Fontana          | 25 octobre 2005   |
| (375798) Divini           | 12 octobre 2009   |
| (378076) Campani          | 23 octobre 2006   |
| (383622) Luigivolta       | 11 août 2007      |
| (385980) Emiliosegrè      | 9 janvier 2007    |
| (429136) Corsali          | 13 octobre 2009   |
| (440411) Piovani          | 26 août 2005      |
| (447682) Rambaldi         | 15 janvier 2007   |
| (456378) Akashikaikyo     | 18 octobre 2006   |